# Bessé-sur-Braye

Bessé-sur-Braye este o comună în departamentul Sarthe, Franța. În 2009 avea o populație de 2,363 de locuitori.